# Vincent Capillaire
Vincent Capillaire est un pilote automobile français né le 4 février 1976 au Mans . Il compte notamment cinq participations aux 24 Heures du Mans, en 2014, 2015, 2016, 2017 et 2018.

## Carrière automobile
En 2014, il rejoint le Sébastien Loeb Racing à bord de l'Oreca 03, dans l'objectif de disputer l'European Le Mans Series et les 24 Heures du Mans.
Il remporte le titre de champion de VdeV sur une Norma M20 FC avec un total de 202 points alors qu'il était second l'année précédente.
En 2015, avec Signatech Alpine cette fois, il participe à nouveau à l'European Le Mans Series et aux 24 Heures du Mans.
En 2016, il participe pour la troisième fois consécutive aux 24 Heures du Mans.
En 2017, il dispute ses quatrièmes 24 Heures du Mans au volant de la Ligier JS P217 de Algarve Pro Racing,,,,.
Lors de cette édition, il est impliqué de manière controversée dans le fait de course entraînant un bouleversement majeur dans le classement avec l'abandon de la Toyota, alors en tête de la course.

## Palmarès
- 1993-1996 : Karting (40 courses, 15 podiums, 10 victoires)
- 1996 : Vainqueur du Volant Elf
- depuis 1997 : Compétitions automobiles (Formule Campus, Formule Renault, Formula Asia 2.0, berline, etc.)
- 2022 : Vainqueur au volant d'une Mercedes-AMG GT3 avec Nicolas Chartier sur le circuit de Misano en juillet 2022, et sur le circuit d’Hockenheimring en septembre 2022

### Le-Mans-Résultats
| Course | Équipe                  | Voiture        | Équipiers                            | Classement         |
| ------ | ----------------------- | -------------- | ------------------------------------ | ------------------ |
| 2014   | Sébastien Loeb Racing   | Oreca 03R      | Jan Charouz / René Rast              | 8e                 |
| 2015   | Signatech Alpine        | Alpine A450b   | Nelson Panciatici / Paul-Loup Chatin | Abandon (accident) |
| 2016   | SO24! by Lombard Racing | Ligier JS P2   | Erik Maris / Jonathan Coleman        | 32e                |
| 2017   | Algarve Pro Racing      | Ligier JS P217 | Matthew McMurry / Mark Patterson     | 32e                |
| 2018   | Graff-SO24              | Oreca 07       | Jonathan Hirschi / Tristan Gommendy  | 6e                 |
| 2019   | Graff-SO24              | Oreca 07       | Jonathan Hirschi / Tristan Gommendy  | 14e                |